# Смоленська височина
55°03′40″ пн. ш. 33°38′24″ сх. д. / 55.061° пн. ш. 33.64° сх. д.
Смоленська височина (рос. Смоленская возвышенность) — західна частина Смоленсько-Московської височини на Східноєвропейській рівнині, яка розташована головним чином у Смоленській області Росії, невеликими відрогами заходить у Московську та Калузьку області Росії та у Вітебську область Білорусі. Найвища точка, розташована неподалік від міста Вязьма, становить 314 м.
Смоленська височина поділена між сточищами Волги (схід) та Дніпра (схід). Низка великих та середніх річок мають свої джерела на височині: Дніпро, Десна, Вазуза та Москва.